# Robert Ressler
Robert Ressler (Chicago, 15 febbraio 1937 – Contea di Spotsylvania, 5 maggio 2013) è stato un militare, poliziotto e criminologo statunitense  dell'FBI e uno dei primi criminal profiler statunitensi.

## Biografia
È stato ufficiale dell'Esercito e il comandante del CID (Criminal Investigative Division) con il grado di colonnello prima di entrare nell'FBI nel 1970. Ressler è stato assunto nel Behavioral Science Unit che ha il compito di tracciare i profili dei criminali più violenti, stupratori e serial killer.
Nei primi anni ottanta, Ressler contribuì ad organizzare un'inchiesta su trentasei serial killer (definiti come chi uccide per autogratificazione) al fine di scoprire delle correlazioni tra contesto sociale e motivazioni personali. Fu anche protagonista del  Violent Criminal Apprehension Program (Vi-CAP) che consisteva in un comitato d'informazione per i casi non risolti. Lavorando sulle basi delle testimonianze dei serial killer, è stato possibile prevedere e prevenire che altri omicidi si verificassero in risposta a quegli assassini che si spostavano da un luogo all'altro per compiere i loro delitti. Ha poi lavorato in casi celebri come Jeffrey Dahmer, Ted Bundy, John Wayne Gacy e Richard Chase. Si è ritirato, infine, dall'FBI nel 1990 per diventare autore di libri.

## Innovazioni apportate
Ressler mise a punto un sistema di classificazione criminale che prendeva in considerazione le caratteristiche delle vittime e non più solo quelle degli autori:
Omicidio
criminalità organizzata
omicidio su richiesta
omicidio per motivi organizzativi
competizione tra organizzazioni
omicidio a scopo di estorsione
sofisticazioni
omicidio per droga
omicidio attuariale
per fini personali
per fini commerciali
omicidio aggravato
di tipo indiscriminato
di tipo situazionale
criminalità individuale
erotomania
omicidio domestico
di tipo spontaneo
di tipo stragista
infanticidio
omicidio per questioni/conflitti
per questioni personali
per conflitti personali
omicidio di autorità
vendetta
omicidio per motivi non chiari
omicidio estremista
di tipo politico
di tipo religioso
di tipo socio-economico
omicidio pietoso
eutanasia
omicidio di valore
omicidio e sequestro
omicidio a sfondo sessuale
organizzato
disorganizzato
misto
sadistico
senile
omicidio di massa
esoterico
estremistico
politico
religioso
ribellistico
Danni su cose
dolo dovuto a vandalismo
da chi vuole creare tensione sociale
esperimenti con esplosivi
denunciare falsi allarmi
congegno truffa
pressioni dal gruppo di pari
altri
dolo emozionale
da chi cerca emozioni
da chi cerca attenzioni
da chi cerca gloria
perversione sessuale
altri
dolo dovuto a vendetta
personale
per rancore
per invidia
istituzionale
intimidatorio
altri
dolo in incognito
omicidio
suicidio
mordi e fuggi
appropriazione indebita
latrocinio
dati cancellati
altri
dolo dovuto ad opportunismo
frode
assicurazioni
liquidazioni
fallimenti
inventario
assunzioni
obbligazioni
concorrenza
altri
dolo dovuto ad estremismo
terroristico
discriminatorio
ribellistico
altri
dolo seriale
di eccesso
di massa
Violenza sessuale
stupro organizzato
stupro criminale
di tipo primario
di tipo secondario
stupro individuale
stupro indiretto
violenza di opportunità
violenza preferenziale
violenza di transizione
violenza preliminare
stupro domestico
violenza domestica
violenza minorile
violenza senile
stupro di opportunità
dovuto ad acquiescenza
su adulti
su minorenni
su anziani
dovuto ad asimmetria
su adulti
su minorenni
su anziani
dovuto a minaccia
su adulti
su minorenni
su anziani
dovuto a sfruttamento
su adulti
su minorenni
su anziani
stupro di rabbia
generico
ciclico
senile
infantile
etnico
stupro sadistico
su adulti
su minorenni
su anziani
pornografia infantile
agente prossimo
agente distante
agente in rete
prostituzione minorile
locale
transnazionale
organizzata
stupro e sequestro
su adulti
su minorenni
su anziani
stupro di gruppo
gruppo formale
singola vittima
multiple vittime
gruppo informale
singola vittima
multiple vittime
altri
Crimini non letali
minaccia
minaccia diretta
minaccia indiretta
minaccia condizionale
minaccia non specifica
calunnia
comunicazione visuale
comunicazione verbale
comunicazione scritta
epistolare
simbolica
meta-comunicazione
stalking
stalker domiciliare
stalker non domiciliare
stalker erotomaniaco
rapina
In banca
rapina con scasso
aggressione
maltrattamento in relazioni abusive
crimine informatico
il computer come obiettivo
software malevolo
dati della memoria come obiettivo
inadempienza
l'utilizzo del computer come obiettivo
furto d'identità
lesione della privacy
cyberstalking
criminalità organizzata
riciclaggio
pornografia infantile
frode via internet
frode bancaria
transazioni fraudolente via internet
minaccia via internet
cybercrime
abuso minorile via internet
metodi di omicidio
omicidio seriali, di follia e di massa
omicidio da avvelenamento
armi biologiche

## Opere
- Sexual Homicide: Patterns and Motives (con Ann W. Burgess, John E. Douglas, Ann Wolbert Burgess) (1988)
- Whoever Fights Monsters: My Twenty Years Tracking Serial Killers for the FBI (1992)
- Justice Is Served (con Tom Shachtman) (1994)
- I Have Lived In the Monster (1998)